# Komjáthy Miklós
Komjáthy Miklós (Kring; Kaposvár, 1909. május 13. – Budapest, 1993. április 6.) történelem–latin szakos középiskolai tanár, történész, evangélikus presbiter.

## Élete
A Komjáthy nevet dédanyja családneve után vette fel. Édesapja jogász és bíró volt.
A kaposvári gimnáziumban érettségizett. A történelmet Vass Miklóstól tanulta. 1932-ben a budapesti Pázmány Péter Tudományegyetemen szerzett doktorátust és középiskolai tanári (történelem-latin) oklevelet. 1932–1933-ban ösztöndíjjal Bécsben kutatott levéltárakban, a Bécsi Magyar Történeti Intézet rendes tagjaként. Hazatérése után gyakornok, fizetetlen tanársegéd és adjunktus Domanovszky Sándor professzor mellett a budapesti tudományegyetemen, illetve a Magyar Művelődéstörténeti Intézetnél. 1935-től helyettes, majd rendes tanári állást vállalt a Budapesti Evangélikus Leánygimnáziumban.
1941-ben a középkori magyar gazdaság- és társadalomtörténelem egyetemi magántanárává habilitált. 1941–1949 között egyetemi előadásokat tartott. 1942-ben a Teleki Pál Tudományos Intézetben tanári állást vállalt. 1944 őszén behívót kapott, de nem vonult be. Igazolt tagja volt a Mikó Zoltán-féle illegális csoportnak. A vezérkari tiszt igazolványával bujkált. Az NKVD e tevékenysége miatt kihallgatta. A háború után a Magyar Nemzeti Múzeum Igazoló Bizottsága 1945 júniusában, az egyetemé pedig augusztusban, mint antifasiszta értelmiségit igazolta.
1949-1951 között az Országos Könyvtári Központban intézeti tanári, önálló könyvtárosi és tudományos kutatói beosztásokban dolgozott. Kőhalmi Béla munkatársa volt. Könyvgyűjtemények mentésével foglalkozott. 1951-től a Levéltárak Országos Központjának önálló tudományos kutatója lett. 1952–1976 között, nyugalomba vonulásáig, a Magyar Országos Levéltár munkatársa volt. Előbb önálló tudományos kutató, majd csoportvezető, 1970-ig a III. osztály osztályvezető-helyettese, 1976-os nyugdíjazásáig a Forrástudományi Kabinet osztályvezetője és főlevéltáros lett.
1956. október 29-től az Intézeti Tanács tagja volt. November 3-án titkos szavazással, egyhangúlag a Forradalmi Bizottsággá alakult tanács elnökévé választották. 1956–1958 és 1965–1967 között szakszervezeti bizottsági elnök volt. 1969-től az Eötvös Loránd Tudományegyetem állam- és jogtudományi karán oktatott. 1975. szeptember 1-jétől címzetes egyetemi docens lett.
A latinul és németül beszélt, franciául és angolul olvasott. Tagja volt az MTA Történelmi Főbizottsága Kiadványügyi és Levéltári Albizottságának, a Magyar Történelmi Társulat igazgatóválasztmányának, valamint a közös minisztertanácsi jegyzőkönyvek kiadására alakult osztrák-magyar szerkesztőbizottságnak. 
Tüdőgyulladásban hunyt el. A Farkasréti temetőben helyezték örök nyugalomra.
Középkorkutatással, majd az Osztrák–Magyar Monarchia történetével foglalkozott. Maradandót alkotott a történelmi segédtudományok terén, történetelmélettel és történelempedagógiai kérdésekkel is foglalkozott.

## Elismerései
- 1969 A Munka Érdemrend ezüst fokozata

## Művei
- 1932 Akun és jász társadalom elemek a középkorban. Századok
- 1934 A magyar államhatár kialakulása. Bécsi Magyar Történetkutató Intézet Évkönyve
- 1935 A középkori jobbágyságunk szabad költözéséről. Századok
- 1937 A tatai csapómesterek. Domanovszky Emlékkönyv
- 1946 Tata és a tatai bencés apátság az Árpádok korában. Regnum 1944-1946
- 1966 Protokolle des Gemeinsamen Ministerrates der österreichisch-Ungarischen Monarchie (1914–1918)
- 1966 Az osztrák-magyar monarchia közös minisztertanácsa - kormányzattörténeti és irattani vázlat. Budapest
- 1967 I. Károly király állítólagos pecsétnyomója - Oklevéltani és kormányzattörténeti adalék. Levéltári Közlemények
- 1987 Ki emlékezik Vladár Gáborra? Diakonia - Evangélikus Szemle 1987/2